# Артрит
Артрит (на старогръцки: ἄρθρον – става + на гръцки: -itis – възпаление) е болест (поражение) на ставите. Може да е обикновен артрит или ревматоиден артрит, който е автоимунно заболяване. Протича в остри и хронични форми с поражение на една или няколко стави. Причините може да са многобройни – ревматизъм, травма, нарушение на обмяната на веществата и други.
Артритът е широко разпространено заболяване. Само в САЩ от него страдат 42 милиона души. Изходът е неблагоприятен, лечението може само да забави хода на заболяването, което може до доведе до парализа и инвалидност.
Най-често срещаният вид артрит е остеоартритът, означаван още като остеоартроза, артроза или дегенеративна ставна болест.

## Видове артрит
Под общото название „възпалителен артрит“ попадат такива, в чиято основа е въвлечена имунната система, а именно: ревматоиден артрит, псориатичен артрит, анкилозиращ спондилит, ювенилен идиопатичен артрит, системен лупус и др.

### Мигриращ артрит
Представлява една от проявите на ревматизма. Проявява се при повече от 50% от заболелите с ревматизъм, като се наблюдава често при ученическа възраст и засяга предимно големите стави – коленни, глезенни, лакътни и раменни.

### Ревматоиден артрит
Това заболяване е съвсем различно от ревматизма: то започва бавно и постепенно, без признаци на повишена температура. Жените боледуват 3 пъти по-често от мъжете, като най-често се засягат малките пръсти на ръцете и краката, които са болезнени и подути.

### Ювенилен хроничен артрит
Проявява се при децата и може да засегне всички стави, освен тези в лумбалната област на гръбначния стълб. Характерно е с тласъчното протичане с повишена температура, ситен обрив по кожата, увеличаване на лимфните възли и черния дроб, както и възпаление на ириса на окото.

### Артрит приподагра
Болният често се събужда от дълбок сън през нощта с усилващи се болки в основната фаланга на палеца на крака, който е зачервен, отекъл, и изключително болезнен.

## Лечение
Няма известно лечение нито за ревматизма, нито за остеоартрита. Възможностите за лечение варират в зависимост от вида на артрита и включват физиотерапия, промени в начина на живот (включително упражнения и контролиране на теглото), използване на ортопедични средства и лекарства. При разяждащите форми на артрита може да е необходима артропластика. Лекарствата могат да помогнат за намаляване на възпалението в ставите и облекчаване на болката. Освен това, намаляването на възпалението може да забави увреждането на ставите.

### Физиотерапия
Резултатите от изследванията показват, че физическите упражнения на засегнатите стави могат значително да облекчат болката в дългосрочен план. Освен това, упражненията на засегнатите от артрит стави спомагат за поддържане на здравословното състояние както на съответната става, така и на цялото тяло на човека.
Болните от артрит могат да се подлагат както на физиотерапия, така и на рехабилитационна терапия. При артрит ставите се сковават, което ограничава тяхното движение. Физиотерапията значително подобрява функциите, намалява болката и забавя необходимостта от хирургическа намеса при по напредналите стадии. Упражненията, предписани от физиотерапевт, са по-ефективни от лекарствата при лечение на остеоартрит на коляното. Упражненията често включват укрепване на мускулите, подобряване на издръжливостта и гъвкавостта. В някои случаи упражненията се използват за трениране на равновесието. Рехабилитационната терапия може да помогне за подобряване на активността. Техническите средства за рехабилитация спомагат за подобряване на физическите възможности на пациентите и на използването на увредените части на тялото, обикновено след ампутация. Техническите средства за рехабилитация могат да бъдат предписани на пациента или да се купят самостоятелно.

### Лекарства
Съществуват няколко вида лекарства, които се използват за лечение на артрит. Лечението обикновено започва с онези лекарства, които имат най-малко странични ефекти, като след това се добавят други, ако лечението не е достатъчно ефективно.
В зависимост от вида на артрита, могат да се приемат различни лекарства. Например, за първостепенно лечение на остеоартрита се използва ацетаминофенът (парацетамол), а лечението на възпалителен артрит включва използването на нестероидни противовъзпалителни средства (НСПВС), например ибупрофен. Поносимостта към опиоидите и НСПВС не е толкова добра.
Ревматоидният артрит (РА) е автоимунно заболяване, затова освен обезболяващите и противовъзпалителните средства се използват и други лекарства, наречени модифициращи болестта противоревматични средства (МБПРС), които въздействат върху имунната система, за да забавят развитието на РА. Такова лекарство например е метотрексатът.

### Оперативно лечение
От 50-те години насам се извършват няколко ревмохирургични интервенции при лечението на артрит. Артроскопията при остеоартрит на коляното не води до допълнителни ползи при използване на физиотерапия и медицинска терапия.

### Адаптирани помощни средства
Хората с артрит на ръцете могат да имат затруднения при извършване на прости всекидневни дейности, например завъртане на ключа в ключалката или отваряне на буркан, тъй като тези действия могат да бъдат много болезнени и тежки. Съществуват адаптирани помощни средства (или помощни устройства), които могат да помогнат за извършването на тези действия, но те обикновено са по-скъпи от обикновените изделия, които изпълняват същата функция. Сега има възможност за 3D принтиране на адаптираните помощни средства, което представлява общодостъпен хардуер за намаляване на разходите на пациентите. Адаптираните помощни средства могат значително да помогнат на пациентите с артрит, както и на онези хора, които се нуждаят от тях.

### Алтернативна медицина
Необходими са по-нататъшни изследвания, за да се определи дали транскутанната електрическа стимулация на нервите при остеоартрит на коляното е ефективна за контролиране на болката.
Нискоинтензивната лазерна терапия може да се използва за облекчаване на болката и сковаността на ставите при артрит. Няма убедителни доказателства обаче за нейните ползи.
Няма убедителни доказателства и за ефективността на терапията с електромагнитно импулсно поле за подобряване на функционирането, както и никакви доказателства за облекчаване на болката при остеоартрит. Комисията по храните и лекарствата не е одобрила тази терапия за лечение на артрит. В Канада средствата за терапия с електромагнитно импулсно поле са законно лицензирани от Министерството на здравеопазването на Канада за лечение на болките, свързани с артритни заболявания.

### Природна медицина
Алтернативен начин за лечение на артрит (респ. ревматизъм) са билките, които са доказали своето благотворно въздействие при това заболяване от столетия. Според Британската билкова фармакопея билките, които се използват при подагра, артрит и ревматизъм са репей и глухарче. Ефективността им се определя от начина на приложение и запазването на тяхната биологична активност. Те премахват кристалите на пикочната киселина, като ги превръщат във водоразтворими и тогава те могат да напуснат организма. Съществуват хранителни добавки, които съдържат екстракти от тези растения.